# US Fontenay (tennis de table)
L'ACS Fontenay-sous-Bois est un club de tennis de table français basé à Fontenay-sous-Bois dans le Val-de-Marne, section du club omnisports de l'Union sportive fontenaysienne.
L'ACS Fontenay est le club historique de la ville, il a remporté de nombreux titres de champion de France et compte de nombreuses participations européennes. Il a fusionné en 2010 avec l'US Fontenay, faisant partie de l'Union Sportive Fontenaysienne. Sous le nom US Fontenay il accède au Championnat de France Pro B de tennis de table 2011-2012.
C'est le club qui a remporté le plus grand nombre de titres lors du Challenge Bernard Jeu (3 victoires), à égalité avec le club de Beauchamp CTT.

## Palmarès
- Challenge National Bernard Jeu (3)
  - Vainqueur en 1996, 2003 et 2006
  - Deuxième en 2002
  - Troisième en 2008

| - Champion de France de première division (2) - Champions en 1963 et 1965 - Finaliste en 1961 | - Champion de France de première division (1) - Championnes en 1966 - Vice-Championnes en 1967 et 1968 - Troisièmes en 1965, 1969 et 1970 |

## Bilan par saison

### Équipe masculine
| Saison    | Championnat | Cl | Pts | J  | V | N | D | Pé | Pp | Pc | Diff |
| --------- | ----------- | -- | --- | -- | - | - | - | -- | -- | -- | ---- |
| 2012-2013 | Pro B       | 8e | 29  | 18 | 2 | 7 | 9 | 0  | 37 | 59 | -22  |
| 2011-2012 | Pro B       | 7e | 33  | 18 | 6 | 3 | 9 | 0  | 41 | 51 | -10  |

### Équipe féminine
| Saison    | Championnat | Cl | Pts | J  | V  | N | D  | Pé | Pp | Pc | Diff |
| --------- | ----------- | -- | --- | -- | -- | - | -- | -- | -- | -- | ---- |
| 2008-2009 | Pro B       | 9e | 31  | 18 | 2  | 9 | 7  | 0  | 40 | 59 | -19  |
| 2007-2008 | Pro B       | 6e | 36  | 18 | 7  | 4 | 7  | 0  | 46 | 48 | -2   |
| 2006-2007 | Pro B       | 3e | 42  | 18 | 10 | 4 | 4  | 0  | 55 | 40 | +15  |
| 2005-2006 | Pro A       | 9e | 25  | 18 | 3  | 2 | 13 | 1  | -  | -  | -    |
| 2004-2005 | Pro B       | 2e | 43  | 16 | 13 | 1 | 2  | 0  | 57 | 20 | +37  |
| 2003-2004 | Pro B       | 5e | 26  | 14 | 6  | 0 | 8  | 0  | -  | -  | -    |